# Kristalina Georgieva
Kristalina Ivanova Georgieva (Bulgaars: Кристалина Иванова Георгиева) (Sofia, 13 augustus 1953) is een Bulgaars hoogleraar economie aan de Universiteit voor Nationale en Wereldeconomie in Sofia. Sinds 1 oktober 2019 is ze directrice van het Internationaal Monetair Fonds. Eerder was ze CEO van de Wereldbank (2017–2019). Tussen 2010 en 2017 was zij Europees commissaris, eerst belast met Humanitaire Zaken in de commissie-Barroso II, daarna met Begroting en Personeelszaken in de commissie-Juncker. Voor 2010 was ze vicevoorzitter van de Wereldbank.
Tijdens de eerste parlementaire conferentie tijdens het Nederlands voorzitterschap van de Europese Unie in de eerste helft van 2016 trad Georgieva op als keynote speaker en presenteerde zij de prioriteiten van de Europese Commissie.
Op 28 oktober 2016 maakte de Europese Commissie bekend dat Georgieva dat jaar nog zou aftreden om op 2 januari 2017 aan de slag te gaan als Chief Executive Officer van de Wereldbank. Haar portefeuille werd overgenomen door Günther Oettinger.
Op 1 februari 2019 trad Jim Yong Kim, de directeur van de Wereldbank, af. Georgieva heeft de functie waargenomen tot 9 april 2019 toen David Malpass als nieuwe president is aangetreden.
In de zomer van 2019 bleef zij als enige kandidaat over voor het voorzitterschap van het Internationaal Monetair Fonds als opvolger van Christine Lagarde. Het bestuur benoemde haar op 25 september 2019 met ingang van 1 oktober. In 2021 kwam Georgieva in opspraak: 'In haar vorige functie als hoofd van de Wereldbank zou ze medewerkers onder druk hebben gezet om rapporten aan te passen.'
- Gemeinsame Normdatei: 171101626
- International Standard Name Identifier: 0000 0004 4012 6433
- Library of Congress Control Number: n2014067736
- Nationale Bibliotheek van Letland: 000280077
- Parlement.com: vic0c1ta4xjm
- Virtual International Authority File: 190740663
- WorldCat: E39PBJbM49J7F9jYhHVxMMYdcP

Joaquín Almunia · László Andor · Catherine Ashton · Michel Barnier · José Manuel Barroso · Tonio Borg (vanaf 28 november 2012) · Dacian Cioloş · John Dalli (tot 16 oktober 2012)  · María Damanáki · Jacek Dominik (sinds 16 juli 2014) · Štefan Füle · Karel De Gucht  · Máire Geoghegan-Quinn · Kristalina Georgieva · Johannes Hahn · Connie Hedegaard · Siim Kallas · Jyrki Katainen (sinds 16 juli 2014) · Neelie Kroes · Janusz Lewandowski (tot 1 juli 2014) · Cecilia Malmström · Neven Mimica · Ferdinando Nelli Feroci (sinds 16 juli 2014) · Günther Oettinger · Andris Piebalgs · Janez Potočnik · Viviane Reding (tot 1 juli 2014) · Olli Rehn (tot 1 juli 2014) · Martine Reicherts (sinds 16 juli 2014) · Maroš Šefčovič · Algirdas Šemeta · Antonio Tajani (tot 1 juli 2014) · Androulla Vassiliou
Vytenis Andriukaitis · Andrus Ansip (tot 2 juli 2019) · Dimitris Avramopoulos · Elżbieta Bieńkowska · Violeta Bulc · Miguel Arias Cañete  · Corina Crețu (tot 2 juli 2019) · Valdis Dombrovskis  · Marija Gabriel (vanaf 4 juli 2017) · Kristalina Georgieva (tot 1 januari 2017) · Johannes Hahn · Jonathan Hill (tot 15 juli 2016) · Phil Hogan  · Věra Jourová · Jean-Claude Juncker · Jyrki Katainen · Julian King (vanaf 19 september 2016) · Cecilia Malmström · Neven Mimica · Carlos Moedas · Federica Mogherini · Pierre Moscovici · Tibor Navracsics · Günther Oettinger · Maroš Šefčovič · Christos Stylianides · Marianne Thyssen · Frans Timmermans · Karmenu Vella · Margrethe Vestager